# Nachal Galil
Nachal Galil (hebrejsky: נחל גליל) je vádí v Horní Galileji, v severním Izraeli.
Začíná v nadmořské výšce cca 350 metrů, v mírně zvlněné krajině na pomezí vesnic Gornot ha-Galil a Goren. Směřuje pak postupně se zahlubujícím zalesněným údolím k severozápadu, ze západu míjí horu Har Uchman a severně od obce Ejlon ústí zleva do vádí Nachal Becet.